# منطقه‌های نروژ

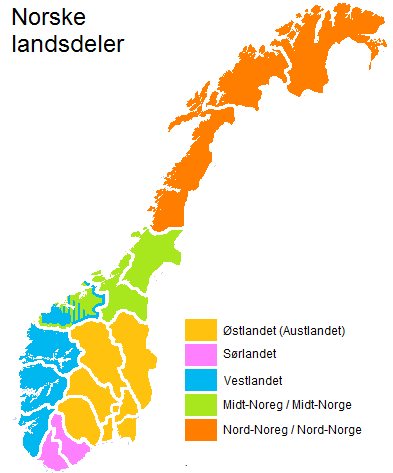
مناطق نروژ

کشور نروژ شامل پنج منطقه اصلی به همراه مجمع‌الجزایر سوالبارد در منطقه شمالگان است که فقط برای تقسیم‌بندی جغرافیایی مشخص شده‌اند. هر منطقه خود شامل چند شهرستان می‌باشد، مناطق و شهرستان‌های زیر مجموعه نروژ به این شرح است:
- نروژ شمالی (Nord-Norge/Nord-Noreg)
  - فینمارک
  - ترومز
  - نوردلند
- تروندلاگ (alt. Midt-Norge/Midt-Noreg)
  - نورد تروندلاگ
  - سور تروندلاگ
- نروژ غربی (Vestlandet)
  - مور او رومسدال
  - سون اوگ فوردان
  - هوردالاند
  - روگالاند
- نروژ جنوبی (Sørlandet or Agder)
  - وست آدر
  - اوست آدر
- نروژ شرقی (Østlandet/Austlandet)
  - تلمارک
  - بوسکرود
  - هدمارک
  - اوپلاند
  - آکرشوس
  - اسلو
  - وستفولد
  - اوستفولد